# In der Arche ist der Wurm drin
In der Arche ist der Wurm drin ist ein deutscher Zeichentrickfilm aus dem Jahr 1988. Regisseur und Autor des Films ist Wolfgang Urchs, den Titelsong sang Karel Gott. Der Kinderfilm kam am 24. März 1988 in die deutschen Kinos und wurde vertrieben von United International Pictures. Am 14. Dezember 1988 kam der Film auf Video heraus, am 6. Juni 2005 folgte die DVD-Veröffentlichung.

## Handlung
Als Noah seinem Auftrag nachkommt, eine Arche für je ein Paar aller Lebewesen zu bauen, treten unerwartete Zwischenfälle auf. Die Arche beginnt zu bröckeln und es kommt zu Unfällen. Schnell wird Holzwurm Willi und seine Familie verdächtigt, an der Arche Appetit zu finden, vor allem da sie aus dem Holz des von ihm bewohnten Zederbaumes gebaut worden ist. Willi hingegen beteuert seine Unschuld und versucht zusammen mit seiner Familie, den tatsächlichen Täter zu ermitteln. Sie stoßen darauf, dass die Termiten die wahren Schuldigen sind. Sie werden überführt, sodass die Arche gerettet ist. Anschließend feiern alle ein großes Fest.

## Produktion und Veröffentlichung
An der Produktion waren die Unternehmen MS-Films, Paramount Filmproduction, Artemis Film und das Zweite Deutsche Fernsehen beteiligt. Die künstlerische Leitung übernahm Boris von Borresholm. Celebrity Home Entertainment veröffentlichte 1990 eine englische Fassung unter dem Titel Stowaways on the Ark auf VHS in den USA. Als Arka Noego wurde der Film auch in Polen veröffentlicht.

## Kritik
„Recht uneinheitlicher Zeichentrickfilm, der neben einigen gelungenen Ideen zu viele Längen hat und auch zeichnerisch nicht zu überzeugen vermag, dafür aber endlich das Geheimnis um das Aussterben der Dinosaurier aufklärt.“

## Synchronisation
Die deutsche Synchronfassung wurde bei der Berliner Synchron aufgenommen.
| Rolle              | deutscher Sprecher    |
| ------------------ | --------------------- |
| Willi Holzwurm     | Wolfgang Ziffer       |
| Alice Holzwurm     | Dagmar Biener         |
| Noah               | Arnold Marquis        |
| Der "Chef"         | Friedrich Schönfelder |
| Alt-Holzwurm       | Heinz Theo Branding   |
| Max Specht         | Santiago Ziesmer      |
| Mister Grizzly     | Helmut Krauss         |
| Genosse Braunbär   | Heinz Rabe            |
| Elefant            | Edgar Ott             |
| Tiger              | Kurt Goldstein        |
| Löwe               | Lothar Köster         |
| Rabe               | Eberhard Prüter       |
| Walross Argos      | Alexander Herzog      |
| Schlange           | Andrea Brix           |
| Adler              | Hermann Ebeling       |
| Gürteltier         | Hans-Helmut Müller    |
| Wildkater          | Stefan Behrens        |
| Geier              | Wilfried Herbst       |
| Leopard            | Eberhard Storeck      |
| Frau Noah          | Hannelore Minkus      |
| Sam                | Stefan Gossler        |
| Ham                | Lutz Riedel           |
| Jafet              | Karl Schulz           |
| Bert Holzwurm      | Tarek Helmy           |
| Archibald Holzwurm | Simon Jäger           |